# Maihueniopsis
Genre
Classification APG II (2003)
Maihueniopsis est un genre de la famille des cactées.

## Liste des espèces deMaihueniopsis
- Maihueniopsis archiconoidea F.Ritter
- Maihueniopsis atacamensis (Phil.) F.Ritter
- Maihueniopsis boliviensis
- Maihueniopsis bonnieae (D.J.Ferguson & R.Kiesling) E.F.Anderson
- Maihueniopsis camachoi (Espinosa) F.Ritter
- Maihueniopsis clavarioides (Otto ex Pfeiff.) E.F.Anderson
- Maihueniopsis colorea (F.Ritter) F.Ritter
- Maihueniopsis crassispina F.Ritter
- Maihueniopsis darwinii (Hensl.) F.Ritter
- Maihueniopsis domeykoensis F.Ritter
- Maihueniopsis glomerata (Haw.) R.Kiesling
- Maihueniopsis grandiflora F.Ritter
- Maihueniopsis minuta (Backeb.) R.Kiesling
- Maihueniopsis ovata (Pfeiff.) F.Ritter
- Maihueniopsis nigrispina (K.Schum.) R.Kiesling
- Maihueniopsis subterranea (R.E.Fr.) E.F.Anderson
- Maihueniopsis tarapacana (Phil.) F.Ritter
- Maihueniopsis wagenknechtii F.Ritter